# Open Huis (radioprogramma)
Open Huis is een Nederlands radioprogramma van de Evangelische Omroep (EO).
Open Huis is sinds 4 september 2006 te horen op NPO Radio 5. Het programma is op verschillende tijdstippen te horen geweest, maar wordt nu uitgezonden van maandag tot en met zaterdag tussen 14.00 en 16.00 uur. Henk van Steeg presenteert de doordeweekse uitzendingen, Giovanca Ostiana presenteert op zaterdagmiddag.

## Open Huis doordeweeks
Vaste onderdelen in de doordeweekse uitzending zijn De Muziekshake, de Open Huis Kijktip en Ons Daaglijks Brood. Daarnaast wordt op de vrijdag de Nieuwsquiz gespeeld. Regelmatig gaan verslaggevers van het programma het land in. Ook komen er regelmatig gasten naar de studio.

## Open Huis Weekend
Op zaterdag presenteert Ostiana Open Huis Weekend. In deze uitzending staat één studiogast centraal. Daarnaast vertelt Jeroen Snel nieuws over het koninklijk huis in Blauw Bloed Radio.